# Wade (Maine)
Wade város az USA Maine államában, Aroostook megyében. Lakosainak száma 229 fő (2020. április 1.).

## Népesség
A település népességének változása:

| 2010 | 283 |
| 2020 | 229 |